# Specie di Conus
Elenco delle specie di Conus:

## A
- Conus abbas Hwass in Bruguière, 1792
- Conus abbreviatus Reeve, 1843
- Conus abrolhosensis Petuch, 1987
- Conus abruptus P. Marshall, 1918 †
- Conus achatinus Gmelin, 1791
- Conus aculeiformis Reeve, 1844
- Conus acutangulus Lamarck, 1810
- Conus acutimarginatus G.B. Sowerby II, 1866
- Conus adami Wils, 1988
- Conus adamsonii Broderip, 1836
- Conus advertex (Garrard, 1961)
- Conus aemulus Reeve, 1844
- Conus africanus Kiener, 1845
- Conus alabaster Reeve, 1849
- Conus alainallaryi Bozzetti & Monnier, 2009
- Conus albellus Röckel & Korn, 1990
- Conus albuquerquei Trovão, 1978
- Conus alconnelli da Motta, 1986
- Conus alexandrei (Limpalaër & Monnier, 2012)
- Conus algoensis Sowerby I, 1834
- Conus alisi Moolenbeek, Röckel & Richard, 1995
- Conus allamandi (Petuch, 2013)
- Conus allaryi Bozzetti, 2008
- Conus amadis Gmelin, 1791
- Conus ambiguus Reeve, 1844
- Conus ammiralis Linnaeus, 1758
- Conus amphiurgus Dall, 1889
- Conus amplus Röckel & Korn, 1992
- Conus anabathrum Crosse, 1865
- Conus anabelae Rolán & Röckel, 2001
- Conus anaglypticus Crosse, 1865
- Conus andamanensis E. A. Smith, 1879
- Conus andremenezi Olivera & Biggs, 2010
- Conus anemone Lamarck, 1810
- Conus angasi Tryon, 1884
- Conus angioiorum Röckel & Moolenbeek, 1992
- Conus anningae Hendricks, 2015 †
- Conus anthonyi (Petuch, 1975)
- Conus antoniomonteiroi Rolán, 1990
- Conus aphrodite Petuch, 1979
- Conus aplustre Reeve, 1843
- Conus arafurensis (Monnier, Limpalaër & Robin, 2013)
- Conus araneosus sensu Lightfoot, 1786
- Conus arangoi Sarasúa, 1977
- Conus archetypus Crosse, 1865
- Conus archon Broderip, 1833
- Conus arcuatus Broderip & G. B. Sowerby I, 1829
- Conus ardisiaceus Kiener, 1845
- Conus arenatus Hwass in Bruguière, 1792
- Conus aristophanes G.B. Sowerby II, 1857
- Conus armadillo Shikama, 1971
- Conus armiger Crosse, 1858
- Conus armoricus Suter, 1917 †
- Conus articulatus Sowerby II, 1873
- Conus artoptus G.B. Sowerby I, 1833
- Conus asiaticus da Motta, 1985
- Conus ateralbus Kiener, 1845
- Conus athenae Filmer, 2011
- Conus atimovatae (Bozzetti, 2012)

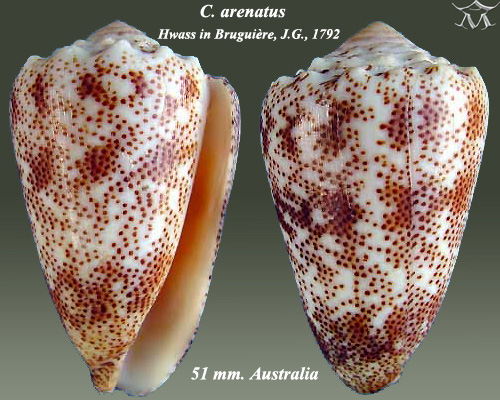
Conus arenatus

- Conus atlanticoselvagem Afonso & Tenorio, 2004
- Conus attenuatus Reeve, 1844
- Conus augur Lightfoot, 1786
- Conus aulicus Linnaeus, 1758
- Conus aurantius Hwass in Bruguière, 1792
- Conus auratinus da Motta, 1982
- Conus aureonimbosus Petuch, 1987
- Conus aureopunctatus  Petuch, 1987
- Conus aureus Hwass in Bruguière, 1792
- Conus auricomus Hwass in Bruguière, 1792
- Conus aurisiacus Linnaeus, 1758
- Conus australis Holten, 1802
- Conus austroviola Röckel & Korn, 1992
- Conus axelrodi Walls, 1978

## B

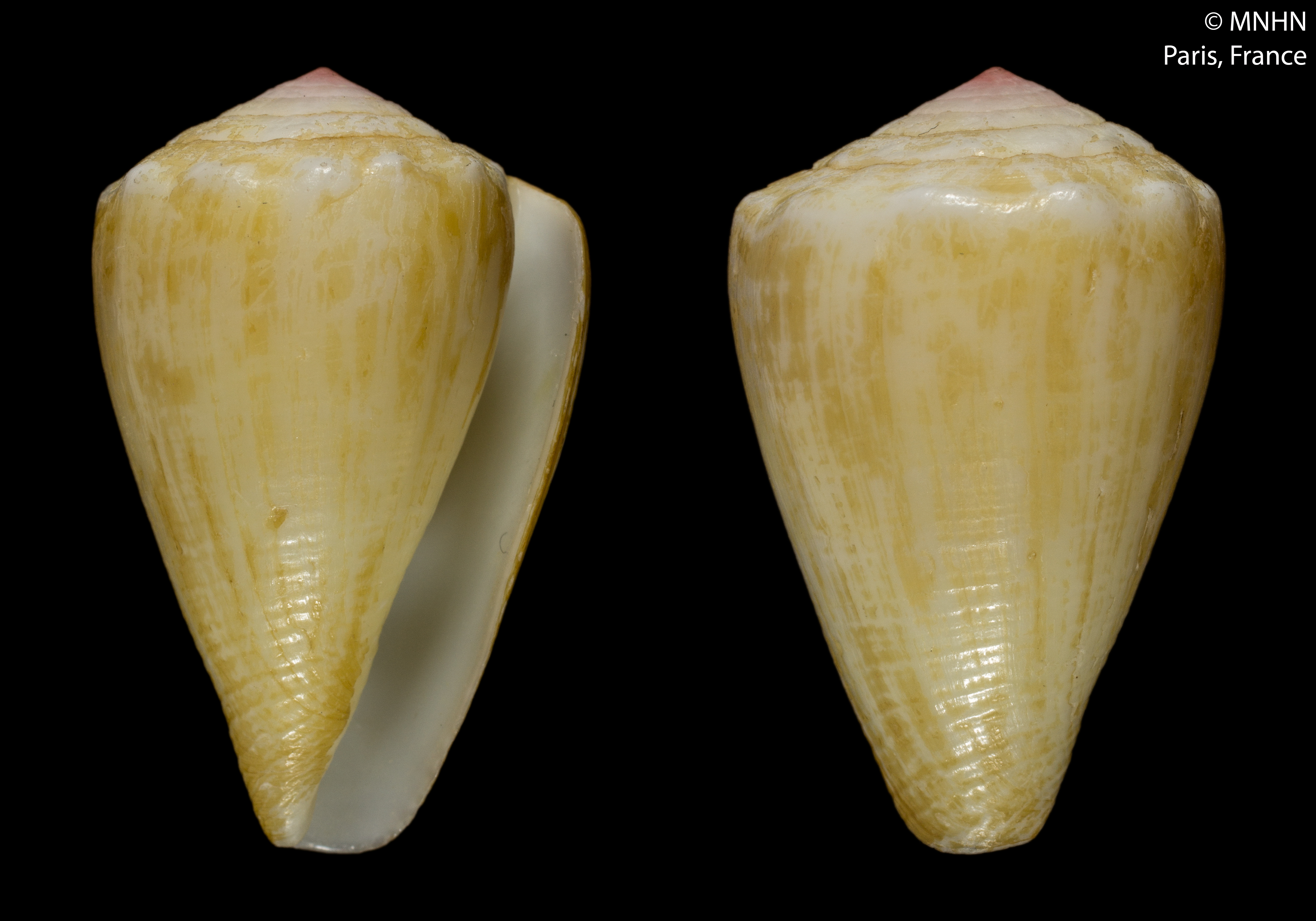
Conus balteatus

- Conus babaensis Rolán & Röckel, 2001
- Conus baeri Röckel & Korn, 1992
- Conus bahamensis Vink & Röckel , 1995
- Conus bairstowi G.B. Sowerby III, 1889
- Conus balabacensis Filmer, 2012
- Conus balteatus Sowerby II, 1833
- Conus bandanus Hwass in Bruguière, 1792
- Conus barbara Brazier, 1898
- Conus barbieri G. Raybaudi Massilia, 1995
- Conus barthelemyi Bernardi, 1861
- Conus bartschi G. D. Hanna & Strong, 1949
- Conus bayani Jousseaume, 1872
- Conus bayeri Petuch, 1987
- Conus beatrix Tenorio, Poppe & Tagaro, 2007
- Conus behelokensis Lauer, 1989
- Conus belairensis Pin & Leung Tack in Pin, 1989
- Conus belizeanus (Petuch & Sargent, 2011)
- Conus bellacoensis Hendricks, 2015 †
- Conus bellocqae van Rossum, 1996
- Conus bellulus Rolán, 1990
- Conus bengalensis (Okutani, 1968)
- Conus berdulinus Veillard, 1972
- Conus bernardinoi Cossignani, 2014
- Conus bessei Petuch, 1992
- Conus betulinus Linnaeus, 1758
- Conus biancae Bozzetti, 2010
- Conus biliosus (Röding, 1798)
- Conus binghamae Petuch, 1987
- Conus blanfordianus Crosse, 1867
- Conus boavistensis Rolán & Fernandes, 1990
- Conus bocagei Trovão, 1978
- Conus boeticus Reeve, 1844
- Conus bondarevi Röckel & G. Raybaudi Massilia, 1992
- Conus bonfigliolii (Bozzetti, 2010)
- Conus borgesi Trovão, 1979
- Conus boschorum Moolenbeek & Coomans, 1993
- Conus boui da Motta, 1988
- Conus boutetorum Richard & Rabiller, 2013
- Conus brianhayesi Korn, 2001
- Conus broderipii Reeve, 1844
- Conus bruguieri Kiener, 1846
- Conus brunneobandatus Petuch, 1992
- Conus brunneofilaris Petuch, 1990
- Conus brunneus Wood, 1828
- Conus bruuni Powell, 1958
- Conus bulbus Reeve, 1843
- Conus bullatus Linnaeus, 1758
- Conus buniatus (Bozzetti, 2013)
- Conus burryae Clench, 1942
- Conus buxeus (Röding, 1798)
- Conus byssinus (Röding, 1798)

## C
- Conus cabraloi Cossignani, 2014
- Conus cacao Ferrario, 1983
- Conus cagarralensis Cossignani, 2014
- Conus caillaudi Kiener, 1845
- Conus calhetae Rolán, 1990
- Conus calhetinensis Cossignani & Fiadeiro, 2014)
- Conus cancellatus Hwass in Bruguière, 1792
- Conus canonicus Hwass in Bruguière, 1792
- Conus capitanellus Fulton, 1938
- Conus capitaneus Linnaeus, 1758
- Conus capreolus Röckel, 1985
- Conus caracteristicus Fischer von Waldheim, 1807
- Conus carcellesi Martins, 1945
- Conus cardinalis Hwass in Bruguière, 1792
- Conus cargilei Coltro, 2004
- Conus carioca Petuch, 1986
- Conus carlottae Hendricks, 2015 †
- Conus carnalis G.B. Sowerby III, 1879
- Conus cashi  Hendricks, 2015 †
- Conus castaneus  Kiener, 1848
- Conus catus Hwass in Bruguière, 1792
- Conus caysalensis L.Raybaudi & Prati, 1994
- Conus cebuensis Wils, 1990
- Conus cedonulli Linnaeus, 1767
- Conus cepasi Trovão, 1975
- Conus ceruttii Cargile, 1997
- Conus cervus Lamarck, 1822
- Conus chaldaeus (Röding, 1798)
- Conus chiangi (Azuma, 1972)
- Conus chiapponorum Lorenz, 2004
- Conus chytreus Tryon, 1884
- Conus ciderryi da Motta, 1985
- Conus cinereus Hwass in Bruguière, 1792
- Conus cingulatus Lamarck, 1810
- Conus circumactus Iredale, 1929
- Conus circumcisus Born, 1778
- Conus clarus E. A. Smith, 1881
- Conus claudiae Tenorio & Afonso, 2004
- Conus clerii Reeve, 1844
- Conus cloveri Walls, 1978
- Conus cocceus Reeve, 1844
- Conus coccineus Gmelin, 1791
- Conus coelinae Crosse, 1858
- Conus coffeae Gmelin, 1791
- Conus collisus Reeve, 1849
- Conus colmani Röckel & Korn, 1990
- Conus colombi (Monnier & Limpalaër, 2012)
- Conus colombianus Petuch, 1987
- Conus coltrorum (Petuch & R.F. Myers, 2014
- Conus compressus G.B. Sowerby II, 1866

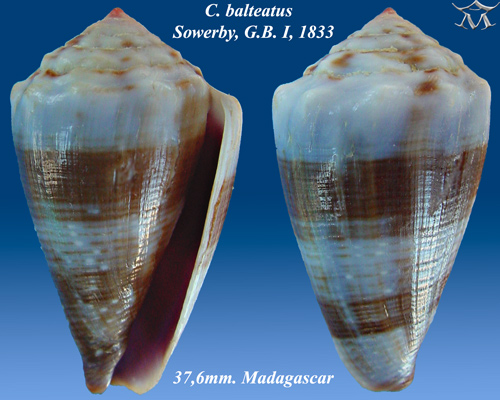
Conus balteatus

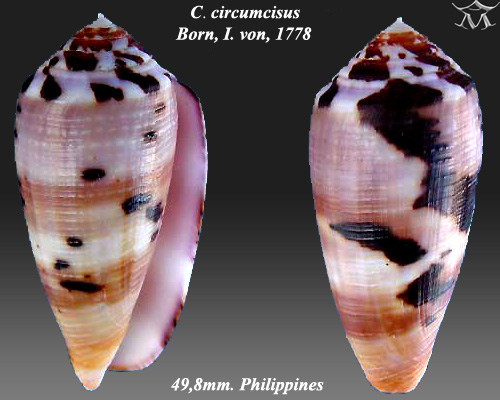
Conus circumcisus

- Conus conco Puillandre, Stöcklin, Favreau, Bianchi, Perret, Limpalaër, Monnier & Bouchet, 2015
- Conus condei (Afonso & Tenorio, 2014)
- Conus consors G.B. Sowerby I, 1833
- Conus conspersus Reeve, 1844
- Conus corallinus Kiener, 1845
- Conus cordigera G. B. Sowerby II, 1866
- Conus coronatus Gmelin, 1791
- Conus cossignanii (Cossignani & Fiadeiro), 2014)
- Conus crioulus Tenorio & Afonso, 2004
- Conus crocatus Lamarck, 1810
- Conus crotchii Reeve, 1849
- Conus cumingii Reeve, 1848
- Conus cuna Petuch, 1998
- Conus cuneolus Reeve, 1843
- Conus curassaviensis Hwass in Bruguière, 1792
- Conus curralensis Rolán, 1986
- Conus cuvieri Crosse, 1858
- Conus cyanostoma A. Adams, 1855
- Conus cylindraceus Broderip & G. B. Sowerby I, 1830

## D

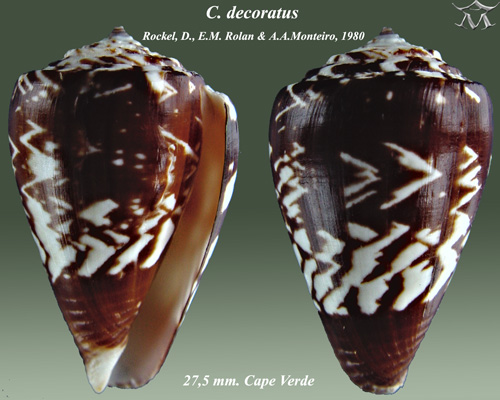
Conus decoratus

- Conus dalli Stearns, 1873
- Conus damioi (Cossignani & Fiadeiro, 2015)
- Conus damottai Trovão, 1979
- Conus dampierensis Coomans & Filmer, 1985
- Conus danilai Röckel & Korn, 1990
- Conus daphne Boivin, 1864
- Conus darkini Röckel, Korn & Richard, 1993
- Conus daucus Hwass in Bruguière, 1792
- Conus dayriti Röckel & da Motta, 1983
- Conus decoratus Röckel, Rolán & Monteiro, 1980
- Conus dedonderi (Goethaels & D. Monsecour, 2013)
- Conus delanoyae Trovão, 1979
- Conus denizi (Afonso & Tenorio, 2011)
- Conus derrubado Rolán & Fernandes, 1990
- Conus desidiosus A. Adams, 1853
- Conus devorsinei (Petuch,  Berschauer & Poremski, 2015
- Conus deynzerorum Petuch, 1995
- Conus diadema G.B. Sowerby I, 1834
- Conus dianthus G. B. III, 1882
- Conus diegoi (Cossignani, 2014)
- Conus diminutus Trovão & Rolán, 1986
- Conus dispar G.B. Sowerby I, 1833
- Conus distans Hwass in Bruguière, 1792
- Conus docensis (Cossignani & Fiadeiro), 2014)
- Conus dominicanus  Hwass in Bruguière, 1792
- Conus donnae Petuch, 1998
- Conus dorotheae Monnier & Limpalaër, 2010
- Conus dorreensis Péron, 1807
- Conus duffyi Petuch, 1992
- Conus dusaveli (H. Adams, 1872)

## E

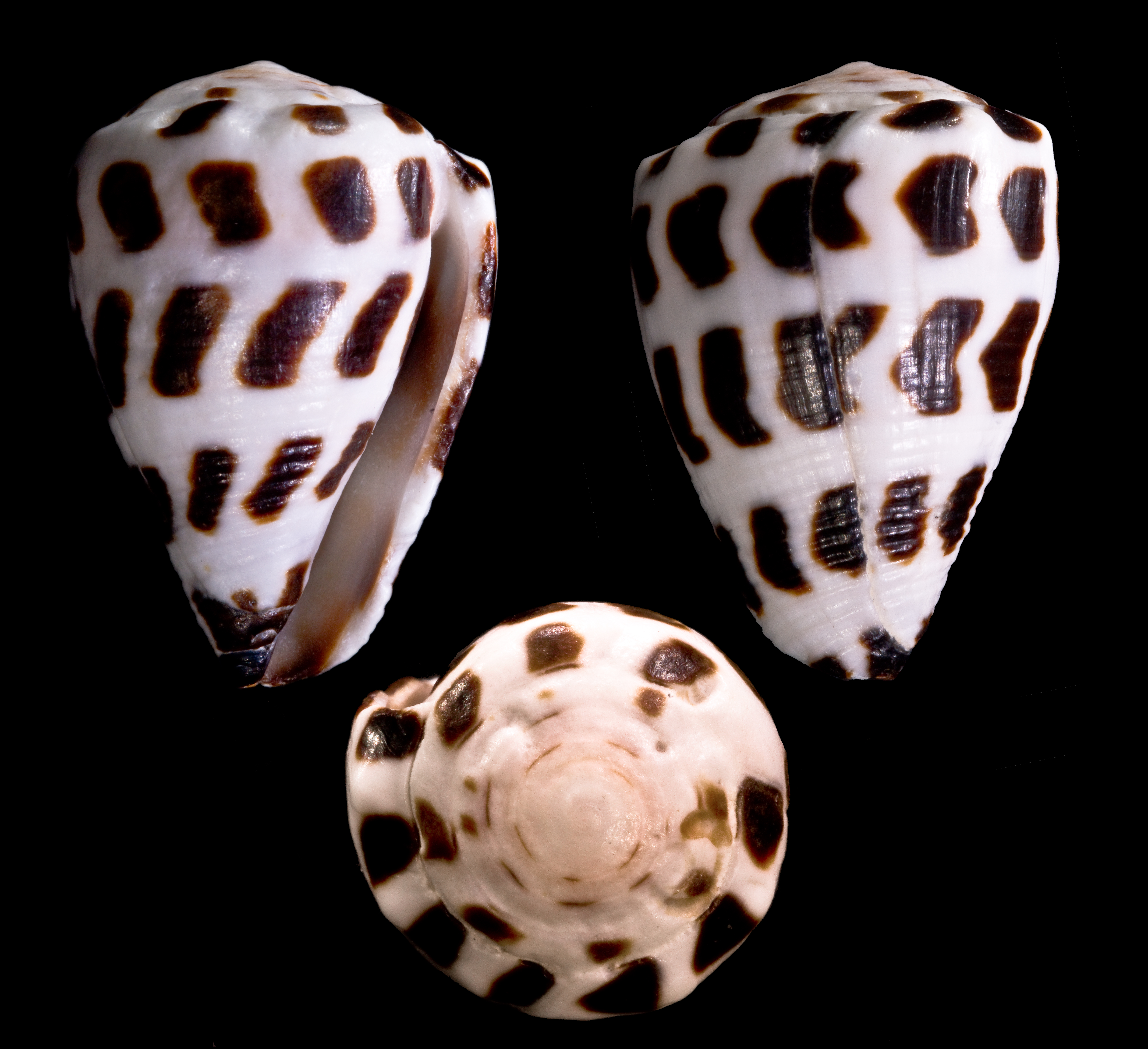
Conus ebraeus

- Conus ebraeus Linnaeus, 1758
- Conus eburneus Hwass in Bruguière, 1792
- Conus echinophilus (Petuch, 1975)
- Conus echo Lauer, 1989
- Conus edaphus Dall, 1910
- Conus ednae (Petuch, 2013)
- Conus edwardpauli Petuch, 1998
- Conus eldredi Morrison, 1955
- Conus eleutheraensis (Petuch, 2013)
- Conus emaciatus Reeve, 1849
- Conus empressae Lorenz, 2001
- Conus encaustus Kiener, 1845
- Conus episcopatus da Motta, 1982
- Conus ermineus Born, 1778
- Conus ernesti Petuch, 1990
- Conus erythraeensis Reeve, 1843
- Conus escondidai Poppe & Tagaro, 2005
- Conus estivali Moolenbeek & Richard, 1995
- Conus eversoni Petuch, 1987
- Conus evorai Monteiro, Fernandes & Rolán, 1995
- Conus excelsus G.B. Sowerby III, 1908
- Conus exiguus Lamarck, 1810
- Conus eximius Reeve, 1849
- Conus explorator Vink, 1990

## F

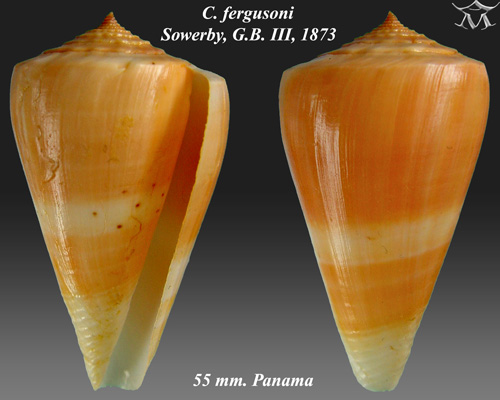
Conus fergusoni

- Conus felitae Rolán, 1990
- Conus felix Fenzan, 2012
- Conus fergusoni G.B. Sowerby II, 1873
- Conus fernandesi Tenorio, Afonso & Rolán, 2008
- Conus ferrugineus Hwass in Bruguière, 1792
- Conus fiadeiroi (Tenorio, Afonso, Cunha & Rolán, 2014)
- Conus figulinus Linnaeus, 1758
- Conus fijisulcatus Moolenbeek, Röckel & Bouchet, 2008
- Conus filmeri Rolán & Röckel, 2000
- Conus fischoederi Röckel & da Motta, 1983
- Conus flamingo Petuch, 1980
- Conus flammeacolor Petuch, 1992
- Conus flavescens G.B. Sowerby I, 1834
- Conus flavidus Lamarck, 1810
- Conus flavus Röckel, 1985
- Conus flavusalbus Rolán & Röckel, 2000
- Conus floccatus G.B. Sowerby I, 1841
- Conus floridulus A. Adams & Reeve, 1848
- Conus fontonae Rolán & Trovão, 1990
- Conus fortdauphinensis Bozzetti, 2015
- Conus fragilissimus Petuch, 1979
- Conus franciscanus Bruguière, 1792
- Conus franciscoi Rolán & Röckel, 2000
- Conus franklinae Hendricks, 2015 †
- Conus frigidus Reeve, 1848
- Conus fulmen Reeve, 1843
- Conus fumigatus Hwass in Bruguière, 1792
- Conus furnae Rolán, 1990
- Conus furvoides Gabb, 1873 †
- Conus furvus Reeve, 1843
- Conus fuscoflavus Röckel, Rolán & Monteiro, 1980
- Conus fuscolineatus G.B. Sowerby III, 1905
- Conus fusellinus Suter, 1917 †

## G
- Conus gabelishi da Motta & Ninomiya, 1982
- Conus galeao  Rolán, 1990

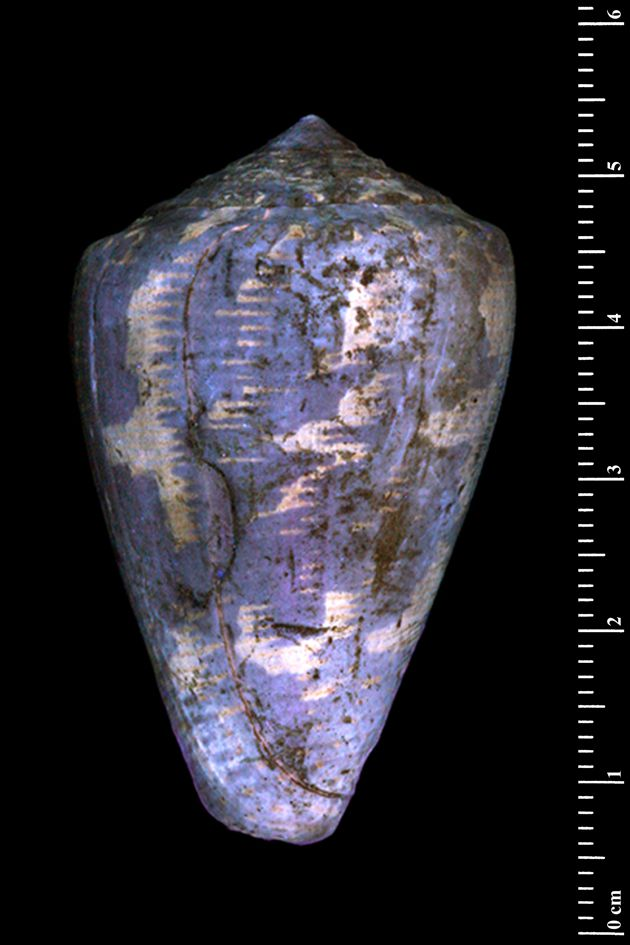
Conus gallicus

- Conus galeyi  Monnier, Tenorio, Bouchet & Puillandre, 2018
- Conus gallicus  Mayer-Eymar, 1890 †
- Conus garciai da Motta, 1982
- Conus garrisoni Hendricks, 2015 †
- Conus garywilsoni Lorenz & Morrison, 2004
- Conus gauguini Richard & Salvat, 1973
- Conus generalis Linnaeus, 1767
- Conus genuanus Linnaeus, 1758
- Conus geographus Linnaeus, 1758
- Conus gibsonsmithorum Petuch, 1986
- Conus gigasulcatus Moolenbeek, Röckel & Bouchet, 2008
- Conus gilberti (Bozzetti, 2012)
- Conus gilvus Reeve, 1849)
- Conus giorossii Bozzetti, 2005
- Conus gladiator Broderip, 1833
- Conus glans Hwass in Bruguière, 1792
- Conus glaucus Linnaeus, 1758
- Conus glenni Petuch, 1993
- Conus glicksteini Petuch, 1987
- Conus gloriakiiensis Kuroda & Itô, 1961
- Conus gloriamaris Chemnitz, 1777
- Conus glorioceanus Poppe & Tagaro, 2009
- Conus goajira Petuch, 1992
- Conus gondwanensis Röckel & Moolenbeek, 1995
- Conus gonsalensis (Cossignani & Fiadeiro, 2014)
- Conus gonsaloi (Afonso  & Tenorio, 2014)
- Conus goudeyi (Monnier & Limpalaër, 2012)
- Conus gouldi Hendricks, 2015 †
- Conus gradatulus Weinkauff, 1875
- Conus gradatus W. Wood, 1828
- Conus grahami Röckel, Cosel & Burnay, 1980
- Conus grangeri G.B. Sowerby III, 1900
- Conus granulatus Linnaeus, 1758
- Conus granum Röckel & Fischöder, 1985
- Conus gratacapii Pilsbry, 1904
- Conus guanche Lauer, 1993
- Conus gubernator Hwass in Bruguière, 1792
- Conus guidopoppei Raybaudi Massilia, 2005
- Conus guinaicus Hwass in Bruguière, 1792

## H

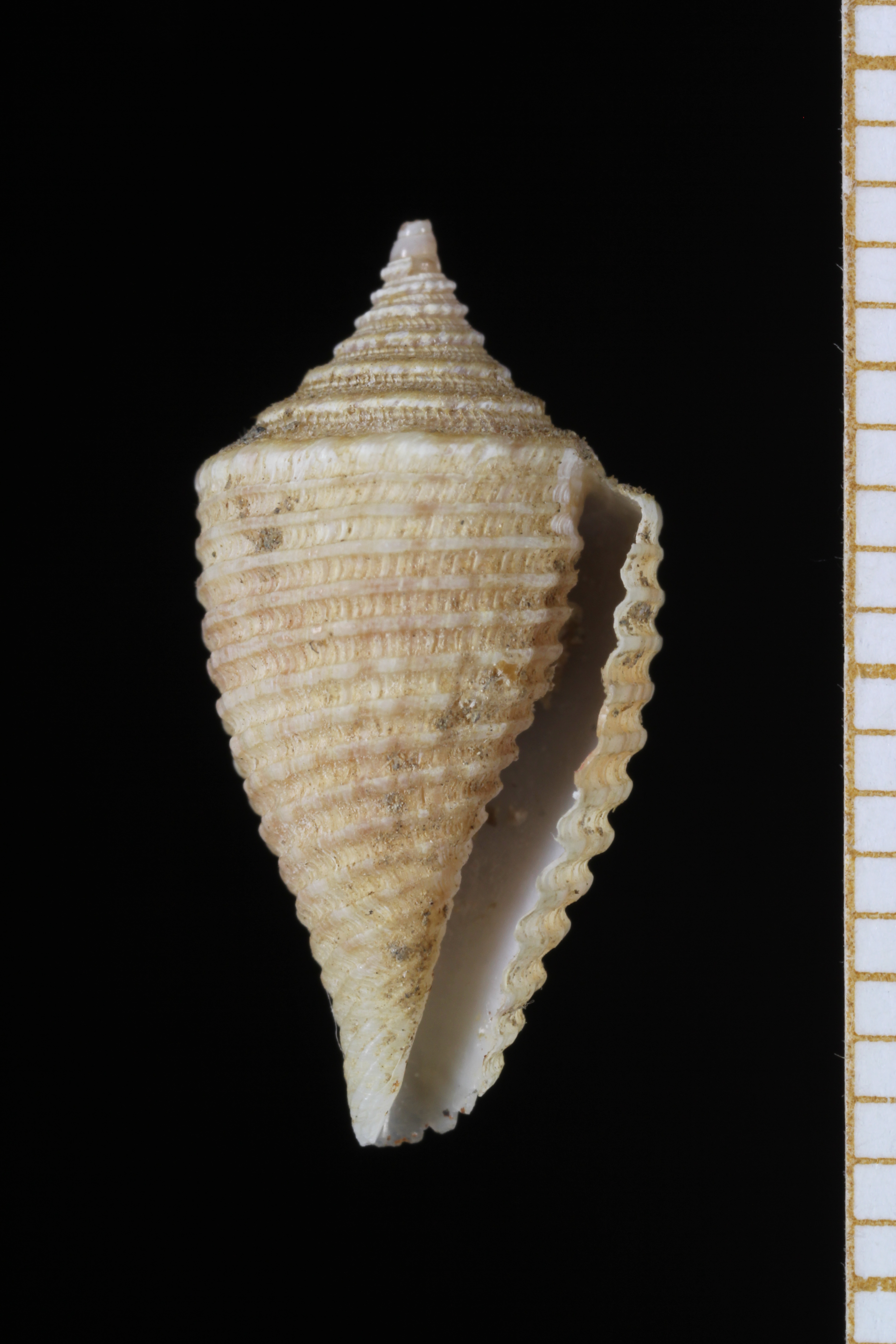
Conus habui

- Conus habui Lan, 2002
- Conus hamamotoi Yoshiba & Koyama, 1984
- Conus hamanni Fainzilber & Mienis, 1986
- Conus hanshassi (Lorenz & Barbier, 2012)
- Conus harasewychi Petuch, 1987
- Conus harlandi Petuch, 1987
- Conus havanensis Aguayo & Pérez Farfante, 1947
- Conus haytensis G. B. Sowerby I, 1850 †
- Conus hazinorum (Petuch & Myers, 2014)
- Conus helgae Blöcher, 1992
- Conus hendersoni Marwick, 1931 †
- Conus hennequini Petuch, 1993
- Conus hieroglyphus Duclos, 1833
- Conus hilli Petuch, 1990
- Conus hirasei (Kuroda, 1956)
- Conus hivanus Moolenbeek, Zandbergen & Bouchet, 2008
- Conus hoaraui (Monnier & Limapalaër, 2015)
- Conus honkeri Petuch, 1988
- Conus honkerorum (Petuch & R. F. Myers, 2014)
- Conus hughmorrisoni Lorenz & Puillandre, 2015
- Conus humerosus Pilsbry, 1921 †
- Conus huttoni (Tate, 1890) †
- Conus hyaena Hwass in Bruguière, 1792
- Conus hybridus Kiener, 1845

## I
- Conus ignotus Cargile, 1998
- Conus immelmani Korn, 1998
- Conus immelmani Korn, 1998
- Conus imperialis Linnaeus, 1758
- Conus inconstans E. A. Smith, 1877
- Conus indomaris (Bozzetti, 2014)

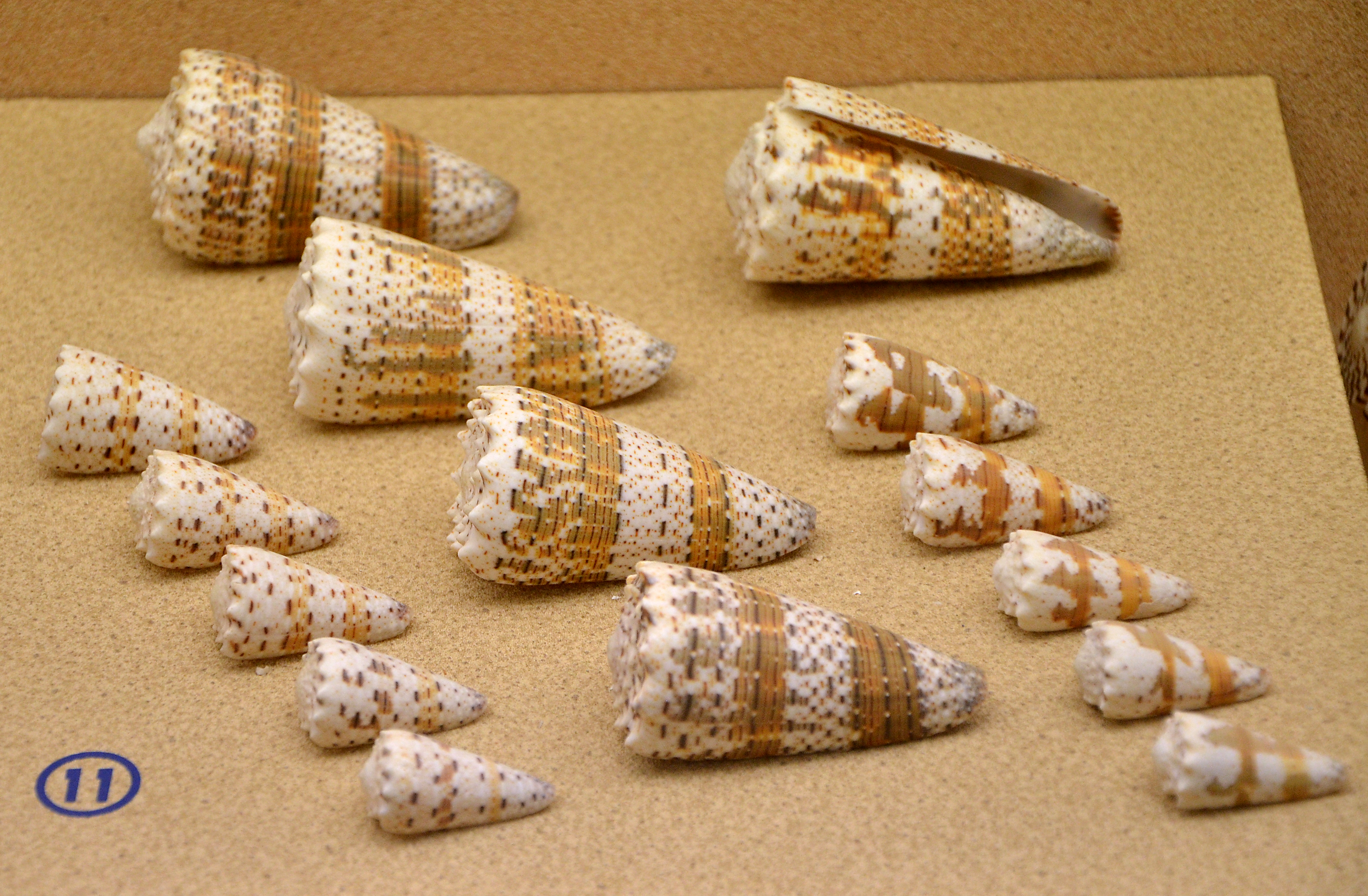
Conus imperialis

- Conus inesae (Monteiro, Afonso, Tenorio, Rosado & Pirinhas, 2014)
- Conus infinitus Rolán, 1990
- Conus infrenatus Reeve, 1848
- Conus inscriptus Reeve, 1845
- Conus iodostoma Reeve, 1843
- Conus irregularis G.B. Sowerby II, 1858
- Conus isabelarum Tenorio & Afonso, 2004

## J

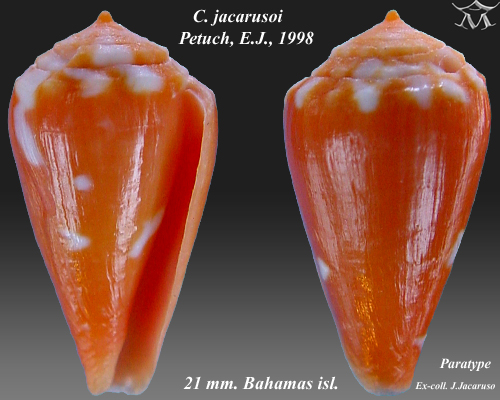
Conus jacarusoi

- Conus jacarusoi Petuch, 1998
- Conus janus Hwass in Bruguière, 1792
- Conus jickelii Weinkauff, 1873
- Conus jocus  (Finlay, 1927) †
- Conus jonsingletoni  H. Morrison, 2019
- Conus jorioi (Petuch, 2013)
- Conus josephinae Rolán, 1980
- Conus jourdani da Motta, 1984
- Conus jucundus G.B. Sowerby III, 1887
- Conus judaeus Bergh, 1895
- Conus julieandreae Cargile, 1995
- Conus julii Lienard, 1870

## K
- Conus kaesleri Hendricks, 2015 †
- Conus kaiserae (Tenorio, Tucker & Chaney, 2012)
- Conus kalafuti da Motta, 1987
- Conus karlsmchmidti Maury, 1917 †
- Conus kawamurai Habe, 1962
- Conus keatii G. B. Sowerby II, 1858
- Conus kermadecensis Iredale, 1912
- Conus kersteni Tenorio, Afonso & Rolán, 2008
- Conus kerstitchi Walls, 1978
- Conus kevani Petuch, 1987
- Conus kiicumulus (Azuma, 1982)
- Conus kinoshitai (Kuroda, 1956)
- Conus kintoki Habe & Kosuge, 1970
- Conus klemae (Cotton, 1953)
- Conus korni G. Raybaudi Massilia, 1993

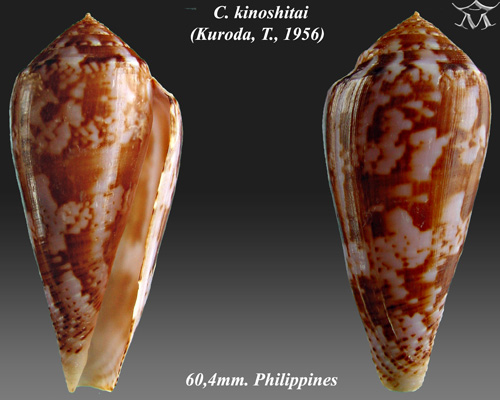
Conus kinoshitai

- Conus kostini Filmer, Monteiro, Lorenz & Verdasca, 2012
- Conus koukae (Monnier, Limpalaër & Robin, 2013)
- Conus kremerorum Petuch, 1988
- Conus kuiperi Moolenbeek, 2006
- Conus kulkulcan Petuch, 1980
- Conus kuroharai (Habe, 1965)

## L

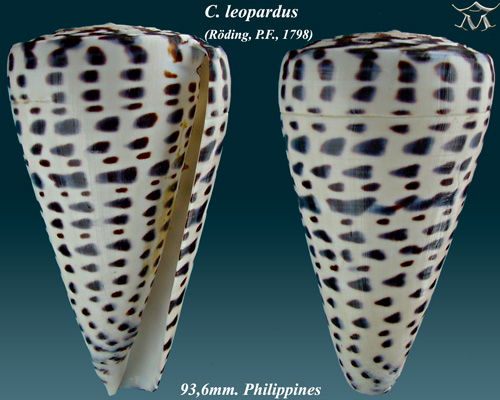
Conus leopardus

- Conus lamarckii Kiener, 1847
- Conus lamberti Souverbie, 1877
- Conus largilliertii Kiener, 1847
- Conus laterculatus G.B. Sowerby II, 1870
- Conus laueri (Monnier & Limpalaër, 2013)
- Conus lecourtorum (Lorenz, 2011)
- Conus leekremeri Petuch, 1987
- Conus legatus Lamarck, 1810
- Conus lemniscatus Reeve, 1849
- Conus lenavati da Motta & Röckel, 1982
- Conus leobottonii Lorenz, 2006
- Conus leobrerai da Motta & Martin, 1982
- Conus leopardus (Röding, 1798)
- Conus levis (Bozzetti, 2012)
- Conus levistimpsoni (Tucker, 2013)
- Conus leviteni (Tucker, Tenorio & Chaney, 2011)
- Conus lienardi Bernardi & Crosse, 1861
- Conus lightbourni Petuch, 1986
- Conus limpusi Röckel & Korn, 1990
- Conus lindae Petuch, 1987
- Conus lineopunctatus Kaicher, 1977
- Conus lischkeanus Weinkauff, 1875
- Conus litoglyphus Hwass in Bruguière, 1792
- Conus litteratus Linnaeus, 1758
- Conus lividus Hwass in Bruguière, 1792
- Conus lizardensis Crosse, 1865
- Conus lobutensis Kaicher, 1977
- Conus locumtenens Blumenbach, 1791
- Conus lohri Kilburn, 1972
- Conus lombardii Hendricks, 2015 †
- Conus longilineus Röckel, Rolán & Monteiro, 1980
- Conus lozeti Richard, 1980
- Conus lucasi (Bozzetti, 2010)
- Conus lucaya Petuch, 2000
- Conus luciae Moolenbeek, 1986
- Conus lucidus W. Wood, 1828
- Conus lugubris Reeve, 1849
- Conus luquei Rolán & Trovão, 1990
- Conus luteus G.B. Sowerby I, 1833
- Conus lyelli Hendricks, 2015 †
- Conus lynceus G.B. Sowerby II, 1858

## M
- Conus maculiferus G.B. Sowerby II, 1833
- Conus madagascariensis G.B. Sowerby II, 1858
- Conus madecassinus (Bozzetti, 2012)
- Conus magellanicus Hwass in Bruguière, 1792
- Conus magnificus Reeve, 1843
- Conus magnottei Petuch, 1987
- Conus magus Linnaeus, 1758
- Conus maioensis Trovão, Rolán & Félix-Alves, 1990
- Conus malacanus Hwass in Bruguière, 1792
- Conus malcolmi (Monnier & Limpalaër, 2015)
- Conus maldivus Hwass in Bruguière, 1792
- Conus mappa Lightfoot, 1786
- Conus marchionatus Hinds, 1843

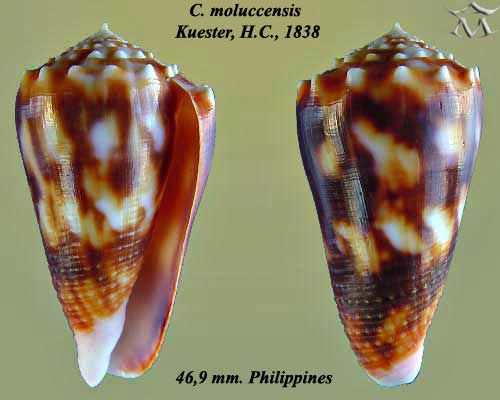
Conus moluccensis

- Conus marcocastellazzii (Cossignani & Fiadeiro, 2014)
- Conus mariaodeteae (Petuch & Myers, 2014)
- Conus marielae Rehder & Wilson, 1975
- Conus marileeae (Harasewych, 2014)
- Conus marmoreus Linnaeus, 1758
- Conus martensi E. A. Smith, 1884
- Conus martinianus Reeve, 1844
- Conus massemini (Monnier & Limpalaër, 2016)
- Conus maya (Petuch & Sargent, 2011)
- Conus mcbridei Lorenz, 2005
- Conus medoci Lorenz, 2004
- Conus medvedevi (Monteiro, Afonso, Tenorio, Rosado & Pirinhas, 2014)
- Conus melissae Tenorio, Afonso & Rolán, 2008
- Conus melvilli G.B. Sowerby III, 1879
- Conus mercator Linnaeus, 1758
- Conus messiasi Rolán & Fernandes, 1990
- Conus miamiensis Petuch, 1986 †
- Conus micropunctatus Rolán & Röckel, 2000
- Conus miguelfiaderoi (Cossignani & Fiadeiro, 2015)
- Conus miles Linnaeus, 1758
- Conus milesi E. A. Smith, 1887
- Conus miliaris Hwass in Bruguière, 1792
- Conus milneedwardsi Jousseaume, 1894
- Conus miniexcelsus Olivera & Biggs, 2010
- Conus minimus (Cossignani & Fiadeiro, 2015)
- Conus minnamurra (Garrard, 1961)
- Conus miruchae Röckel, Rolán & Monteiro, 1980
- Conus mitratus Hwass in Bruguière, 1792
- Conus molaerivus Dekkers, 2016
- Conus moluccensis Küster, 1838
- Conus monachus Linnaeus, 1758
- Conus moncuri Filmer, 2005
- Conus monile Hwass in Bruguière, 1792
- Conus monilifer Broderip, 1833
- Conus montillai Röckel, 1985
- Conus moolenbeeki Filmer, 2011
- Conus mordeirae Rolán & Trovão, 1990
- Conus moreleti Crosse, 1858
- Conus morrisoni G. Raybaudi Massilia, 1991
- Conus morroensis (Cossignani & Fiadeiro, 2014)
- Conus mozambicus Hwass in Bruguière, 1792
- Conus mpenjatiensis (S. G. Veldsman, 2016)
- Conus mucronatus Reeve, 1843
- Conus mulderi Fulton, 1936
- Conus multiliratus Böse, 1906 †
- Conus muriculatus G.B. Sowerby I, 1833
- Conus mus Hwass in Bruguière, 1792
- Conus musicus Hwass in Bruguière, 1792
- Conus mustelinus Hwass in Bruguière, 1792

## N

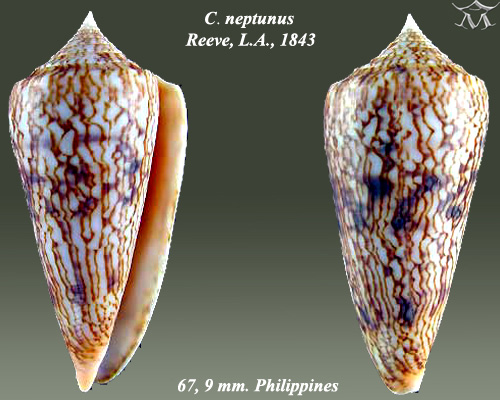
Conus neptunus

- Conus namocanus Hwass in Bruguière, 1792
- Conus nanus G.B. Sowerby I, 1833
- Conus naranjus Trovão, 1975
- Conus natalaurantius (S. G. Veldsman, 2013)
- Conus natalis Sowerby II, 1858
- Conus navarroi Rolán, 1986
- Conus negroides Kaicher, 1977
- Conus nelsonandradoi (Cossignani & Fiadeiro, 2015)
- Conus nelsontiagoi (Cossignani & Fiadeiro, 2014)
- Conus neptunus Reeve, 1843
- Conus niederhoeferi (Monnier, Limpalaër & Lorenz, 2012)
- Conus nielsenae Marsh, 1962
- Conus nigromaculatus Röckel & Moolenbeek, 1992
- Conus nimbosus Hwass in Bruguière, 1792
- Conus nobilis Linnaeus, 1758
- Conus nobrei Trovão, 1975
- Conus nocturnus Lightfoot, 1786
- Conus nodulosus G.B. Sowerby II, 1864
- Conus norai da Motta & G. Raybaudi Massilia, 1992
- Conus nucleus Reeve, 1848
- Conus nussatella Linnaeus, 1758
- Conus nux Broderip, 1833
- Conus nybakkeni (Tenorio, Tucker & Chaney, 2012)

## O

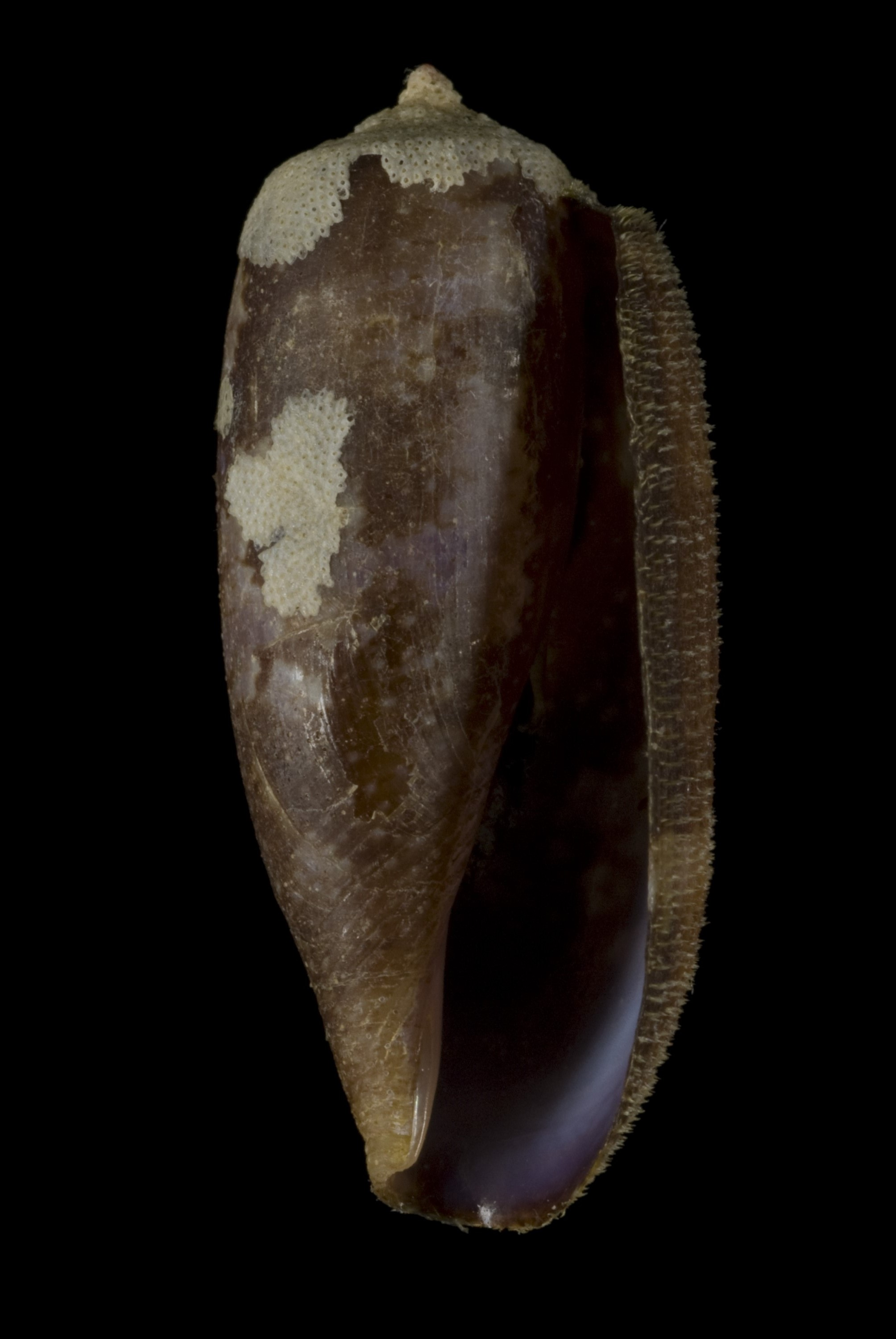
Conus obscurus

- Conus obscurus G.B. Sowerby I, 1833
- Conus ochroleucus Gmelin, 1791
- Conus oishii (Shikama, 1977)
- Conus olgiatii Bozzetti, 2007
- Conus olssoni Maury, 1917 †
- Conus omaria Hwass in Bruguière, 1792
- Conus orion Broderip, 1833
- Conus ornatissimus  K. Martin, 1883 †
- Conus ortneri Petuch, 1998
- Conus ostrinus (Tucker & Tenorio, 2011)
- Conus oualeiriensis  Rabiller & Richard, 2019
- Conus ozennii  Crosse, 1858 †

## P
- Conus papilliferus G.B. Sowerby I, 1834
- Conus papuensis Coomans & Moolenbeek, 1982
- Conus paraguana Petuch, 1987
- Conus paranobilis Petuch, 1991 †
- Conus parascalaris Petuch, 1987
- Conus parius Reeve, 1844
- Conus parvatus Walls, 1979
- Conus paschalli Petuch, 1998
- Conus patae Abbott, 1971
- Conus patglicksteinae Petuch, 1987
- Conus patriceae (Petuch & R. F. Myers, 2014)
- Conus patricius Hinds, 1843
- Conus paukstisi (Tucker, Tenorio & Chaney, 2011)
- Conus paulae Petuch, 1988
- Conus paumotu Rabiller & Richard, 2014
- Conus pauperculus G.B. Sowerby II, 1834
- Conus pedrofiadeiroi (Cossignani & Fiadeiro, 2015)
- Conus peli Moolenbeek, 1996
- Conus penchaszadehi Petuch, 1986
- Conus pennaceus Born, 1778
- Conus pergrandis (Iredale, 1937)
- Conus pertusus Hwass in Bruguière, 1792
- Conus petergabrieli Lorenz, 2006

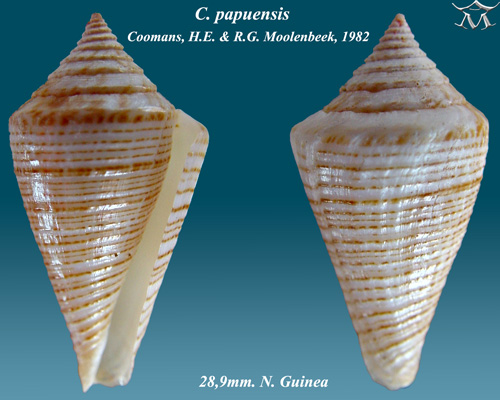
Conus papuensis

- Conus petuchi (Monteiro, Afonso, Tenorio, Rosado & Pirinhas, 2014)
- Conus philippii Kiener, 1845
- Conus pica A. Adams & Reeve, 1848
- Conus pictus Reeve, 1843
- Conus pineaui Pin & Leung Tack, 1989
- Conus planiliratus G. B. Sowerby I, 1850
- Conus planorbis Born, 1778
- Conus platensis Frenguelli, 1946 †
- Conus plinthis Richard & Moolenbeek, 1988
- Conus polongimarumai Kosuge, 1980
- Conus pomareae (Monnier & Limpalaër, 2014)
- Conus poormani Berry, 1968
- Conus portobeloensis Petuch, 1990
- Conus poulosi Petuch, 1993
- Conus praecellens A. Adams, 1855
- Conus pretiosus G. Nevill & H. Nevill, 1874
- Conus primus Röckel & Korn, 1990
- Conus princeps Linnaeus, 1758
- Conus priscai (Bozzetti, 2012)
- Conus proximus G.B. Sowerby II, 1860
- Conus pseudaurantius Vink & Cosel, 1985
- Conus pseudimperialis Moolenbeek, Zandbergen & Bouchet, 2008
- Conus pseudoarmoricus P. Marshall & R. Murdoch, 1920 †
- Conus pseudocardinalis Coltro, 2004
- Conus pseudocuneolus Röckel, Rolán & Monteiro, 1980
- Conus pseudonivifer Monteiro, Tenorio & Poppe, 2004
- Conus pulcher (Lightfoot, 1786)
- Conus pulicarius Hwass in Bruguière, 1792
- Conus purissimus Filmer, 2011
- Conus purpurascens G.B. Sowerby I, 1833
- Conus purus  Pease, 1863
- Conus purvisi (T. Cossignani & Fiadeiro, 2017)

## Q

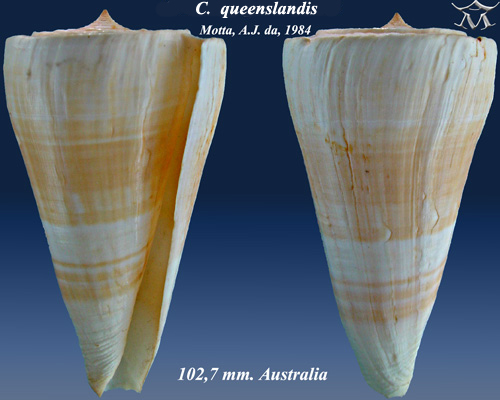
Conus queenslandis

- Conus quasidaucus  Touitou, Puillandre, Bouchet & Clovel, 2020
- Conus quasimagus (Bozzetti, 2016)
- Conus queenslandis da Motta, 1984
- Conus quercinus Lightfoot, 1786
- Conus quiquandoni Lorenz & Barbier, 2008

## R

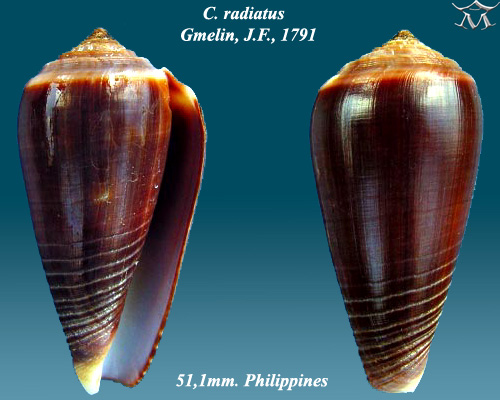
Conus radiatus

- Conus radiatus Gmelin, 1791
- Conus ranonganus da Motta, 1978
- Conus rattus Hwass in Bruguière, 1792
- Conus raulsilvai Rolán, Monteiro & Fernandes, 1998
- Conus rawaiensis da Motta, 1978
- Conus recluzianus Bernardi, 1853
- Conus recognitus Guppy, 1867 †
- Conus recurvus Broderip, 1833
- Conus reductaspiralis Walls, 1979
- Conus regius Gmelin, 1791
- Conus regonae Rolán & Trovão, 1990
- Conus regularis G.B. Sowerby I, 1833
- Conus retifer Menke, 1829
- Conus richardbinghami Petuch, 1993
- Conus richardsae Röckel & Korn, 1992
- Conus richeri Richard & Moolenbeek, 1988
- Conus riosi Petuch, 1986
- Conus ritae Petuch, 1995
- Conus rizali Olivera & Biggs, 2010
- Conus robini (Limpalaër & Monnier, 2012)
- Conus roeckeli Rolán, 1980
- Conus rolani Röckel, 1986
- Conus roquensis (Cossignani & Fiadeiro, 2015)
- Conus rosalindensis Petuch, 1998
- Conus rosemaryae Petuch, 1990
- Conus roseorapum G. Raybaudi & da Motta, 1990
- Conus rouxi (Monnier, Limpalaër & Robin, 2013)
- Conus royaikeni (S. G. Veldsman, 2010)
- Conus rufimaculosus Macpherson, 1959
- Conus ruthae (Monnier & Limpalaër, 2013)

## S

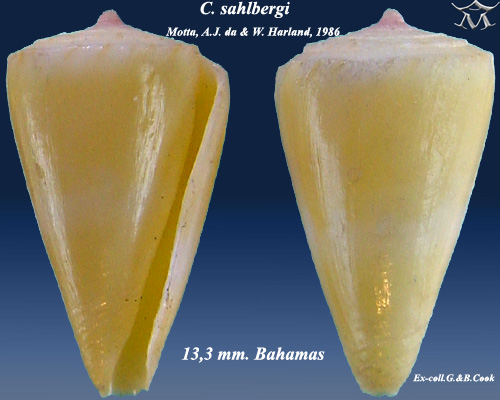
Conus sahlbergi

- Conus sahlbergi da Motta & Harland, 1986
- Conus sakalava (Monnier & Tenorio, 2017)
- Conus salletae (Cossignani, 2014)
- Conus salzmanni G. Raybaudi-Massilia & Rolán, 1997
- Conus samiae  da Motta, 1982
- Conus sandwichensis Walls, 1978
- Conus sanguineus Kiener, 1850
- Conus sanguinolentus Quoy & Gaimard, 1834
- Conus sannio  Finlay, 1927 †
- Conus santaluziensis (Cossignani & Fiadeiro, 2015)
- Conus santanaensis (Afonso & Tenorio, 2014)
- Conus santinii (Monnier & Limpalaër, 2014)
- Conus saragasae Rolán, 1986
- Conus sartii Korn, Niederhöfer & Blöcher, 2002
- Conus scabriusculus  Dillwyn, 1817
- Conus scalaris Valenciennes, 1832
- Conus scalarispira (Bozzetti, 2012)
- Conus scalarissimus da Motta, 1988
- Conus scalptus Reeve, 1843
- Conus scopulorum van Mol, Tursch & Kempf, 1971
- Conus scottjordani (Poppe, Monnier & Tagaro, 2012)
- Conus sculletti Marsh, 1962
- Conus sculpturatus Röckel & da Motta, 1986
- Conus sennotorum Redher & Abbott, 1951
- Conus serranegrae Rolán, 1990
- Conus sertacinctus Röckel, 1986
- Conus sewalli Maury, 1917 †
- Conus shaskyi (Tenorio, Tucker & Chaney, 2012)
- Conus shikamai Coomans, Moolenbeek & Wils, 1985
- Conus silviae (Cossignani, 2014)
- Conus sinaiensis (Petuch & Berscahauer, 2016)
- Conus skoglundae (Tenorio, Tucker & Chaney, 2012)
- Conus sogodensis (Poppe, Monnier & Tagaro, 2012)
- Conus solangeae Bozzetti, 2004
- Conus solidus Gmelin, 1791
- Conus solomonensis Delsaerdt, 1992
- Conus spectrum Linnaeus, 1758
- Conus sphacelatus G.B. Sowerby I, 1833
- Conus spiceri Bartsch & Rehder, 1943
- Conus splendidulus G.B. Sowerby I, 1833
- Conus sponsalis Hwass in Bruguière, 1792
- Conus spurius Gmelin, 1791
- Conus stanfieldi Petuch, 1998
- Conus stercusmuscarum Linnaeus, 1758
- Conus stimpsoni Dall, 1902
- Conus stramineus Lamarck, 1810
- Conus straturatus G.B. Sowerby II, 1865
- Conus striatellus Link, 1807
- Conus striatulus Brocchi, 1814 †
- Conus striatus Linnaeus, 1758
- Conus striolatus Kiener, 1845
- Conus stupa (Kuroda, 1956)
- Conus stupella (Kuroda, 1956)
- Conus submarginatus G.B. Sowerby II, 1870
- Conus suduirauti Raybaudi Massilia, 2004
- Conus sugimotonis Kuroda, 1928
- Conus sukhadwalai Röckel & da Motta, 1983
- Conus sulcatus Hwass in Bruguière, 1792
- Conus sulcocastaneus Kosuge, 1981
- Conus sunderlandi Petuch, 1987
- Conus suratensis Hwass in Bruguière, 1792
- Conus sutanorcum Moolenbeek, Röckel & Bouchet, 2008
- Conus suturatus Reeve, 1844
- Conus swainsoni Estival & Cosel, 1986
- Conus sydneyensis G.B. Sowerby III, 1887
- Conus symmetricus G.B. Sowerby I, 1850 †

## T

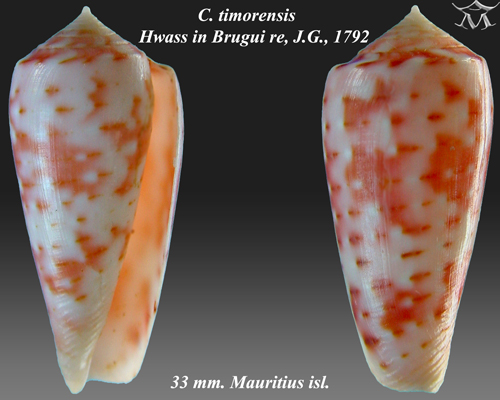
Conus timorensis

- Conus tabidus Reeve, 1844
- Conus tacomae Boyer & Pelorce, 2009
- Conus taeniatus Hwass in Bruguière, 1792
- Conus tagaroae (Limpalaër & Monnier, 2013)
- Conus tarava Rabiller & Richard, 2014
- Conus taslei Kiener, 1850
- Conus taurinensis  Bellardi & Michelotti, 1840 †
- Conus telatus Reeve, 1848
- Conus tenorioi (Monnier, Monteiro & Limpalaër, 2016)
- Conus tenuilineatus Rolán & Röckel, 2001
- Conus tenuistriatus Sowerby II, 1858
- Conus teodorae Rolán & Fernandes, 1990
- Conus terebra Born, 1778
- Conus terryni Tenorio & Poppe, 2004
- Conus tessulatus Born, 1778
- Conus tethys (Petuch & Sargent, 2011)
- Conus textile Linnaeus, 1758
- Conus thalassiarchus G.B. Sowerby I, 1834
- Conus theodorei Petuch, 2000
- Conus therriaulti (Petuch, 2013)
- Conus thevenardensis da Motta, 1987
- Conus thomae Gmelin, 1791
- Conus thorae Finlay, 1927 †
- Conus tiaratus G.B. Sowerby I, 1833
- Conus timorensis Hwass in Bruguière, 1792
- Conus tinianus Hwass in Bruguière, 1792
- Conus tirardi Röckel & Moolenbeek, 1996
- Conus tisii T. C. Lan, 1978
- Conus tonisii (Petuch & Myers, 2014)
- Conus tostesi Petuch, 1986
- Conus traillii A. Adams, 1855
- Conus trencarti Nolf & Verstraeten, 2008
- Conus tribblei Walls, 1977
- Conus trigonicus Tomlin, 1937 †
- Conus trigonus Reeve, 1848
- Conus tristensis Petuch, 1987
- Conus trochulus Reeve, 1844
- Conus troendlei Moolenbeek, Zandbergen & Bouchet, 2008
- Conus trovaoi Rolán & Röckel, 2000
- Conus tulipa Linnaeus, 1758
- Conus tuticorinensis Röckel & Korn, 1990
- Conus typhon Kilburn, 1975

## U

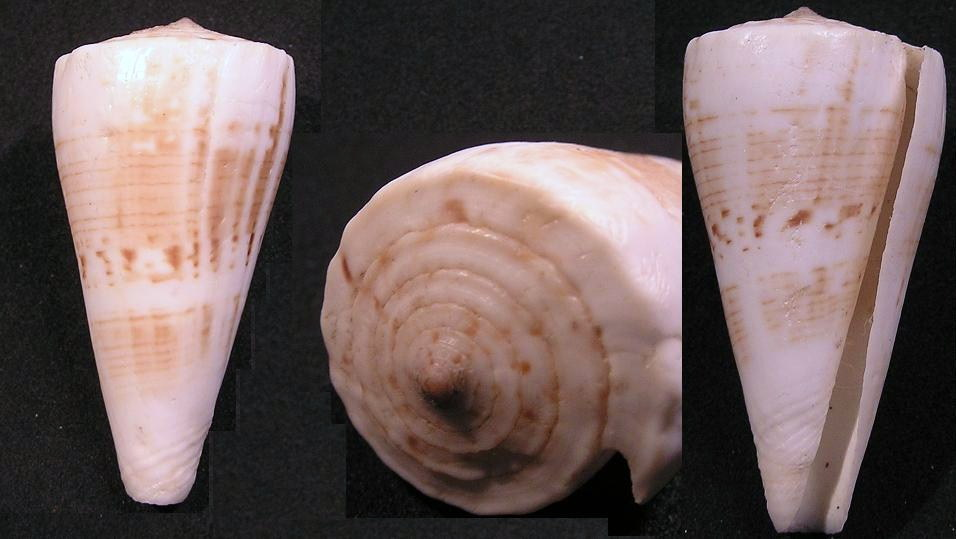
Conus urashimanus.jpg

- Conus uhlei (Petuch, Coltro & Berschauer, 2020)
- Conus unifasciatus  Kiener, 1850
- Conus urashimanus Kuroda & Itô, 1961

## V

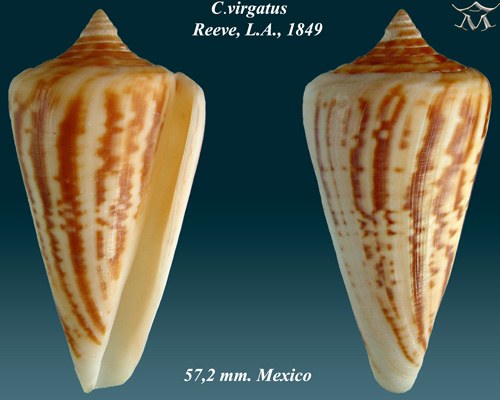
Conus virgatus

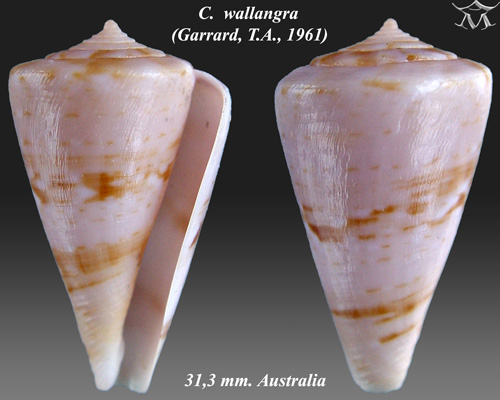
Conus wallangra

- Conus vanvilstereni (Moolenbeek & Zandbergen, 2013)
- Conus vappereaui Monteiro, 2009
- Conus variegatus Kiener, 1845
- Conus varius Linnaeus, 1758
- Conus vaubani Röckel & Moolenbeek, 1995
- Conus vautieri Kiener, 1845
- Conus vayssierei Pallary, 1906
- Conus velaensis Petuch, 1993
- Conus venezuelanus Petuch, 1987
- Conus ventricosus Gmelin, 1791
- Conus venulatus Hwass in Bruguière, 1792
- Conus verdensis Trovão, 1979
- Conus vexillum Gmelin, 1791
- Conus victoriae Reeve, 1843
- Conus vicweei Old, 1973
- Conus vidua Reeve, 1843
- Conus vikingorum Petuch, 1993
- Conus villepinii P. Fischer & Bernardi, 1857
- Conus viola Cernohorsky, 1977
- Conus violaceus Gmelin, 1791
- Conus virgatus Reeve, 1849
- Conus virgo Linnaeus, 1758
- Conus visagenus Kilburn, 1974
- Conus visseri Delsaerdt, 1990
- Conus vittatus Hwass in Bruguière, 1792
- Conus voluminalis Reeve, 1843
- Conus vulcanus Tenorio & Afonso, 2004

## W
- Conus wallangra (Garrard, 1961)
- Conus wandae (Cossignani, 2014)
- Conus wilsi Delsaerdt, 1998
- Conus wittigi Walls, 1977
- Conus woodringi  Hendricks, 2018†

## X

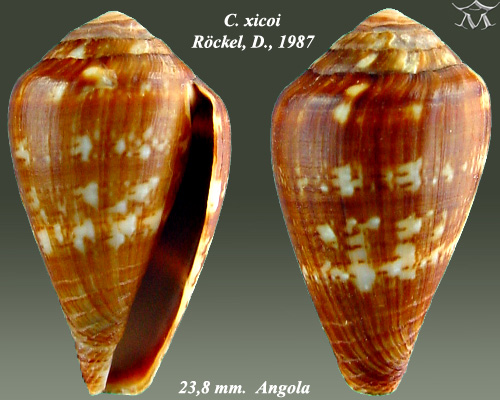
Conus xicoi

- Conus xanthicus Dall, 1910
- Conus xanthocinctus Petuch, 1986
- Conus xenicus Pilsbry & Johnson, 1917 †
- Conus xhosa (S. G. Veldsman, 2016) †
- Conus xicoi Röckel, 1987

## Y

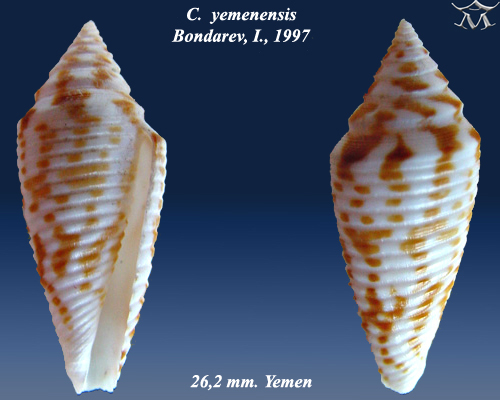
Conus yemenensis

- Conus yemenensis Bondarev, 1997

## Z

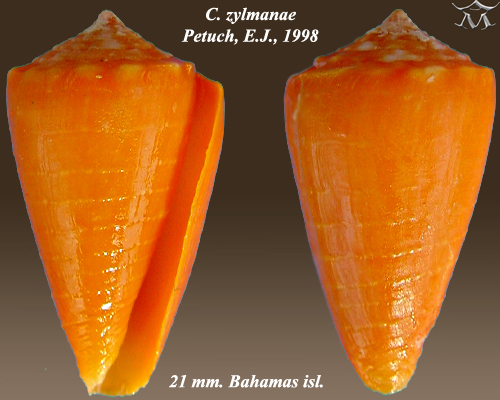
Conus zylmanae

- Conus zambaensis Hendricks, 2015 †
- Conus zandbergeni Filmer & Moolenbeek, 2010
- Conus zapatosensis Röckel, 1987
- Conus zebra Lamarck, 1810
- Conus zebroides Kiener, 1845
- Conus zeylanicus Gmelin, 1791
- Conus ziczac Megerle von Mühlfeld, 1816
- Conus zinhoi (Cossignani, 2014)
- Conus zonatus Hwass in Bruguière, 1792
- Conus zylmanae Petuch, 1998